# Edinson Cavani
Edinson Roberto Cavani Gómez (sinh ngày 14 tháng 2 năm 1987) là một cầu thủ bóng đá chuyên nghiệp người Uruguay hiện đang thi đấu ở vị trí tiền đạo cắm cho câu lạc bộ Argentine Primera Division Boca Juniors. Nổi tiếng nhờ lối chơi giàu thể lực và khả năng dứt điểm sắc bén, anh được đánh giá là một trong những tiền đạo cắm xuất sắc nhất thế giới trong thế hệ của mình, qua đó anh có biệt danh là El Matador ("Võ sĩ đấu bò").

## Sự nghiệp câu lạc bộ
Cavani chuyển đến Thủ đô Montevideo khi mới 12 tuổi, gia nhập hệ thống đào tạo trẻ của Danubio F.C. và bắt đầu có mặt trong đội hình chính từ năm 2006. Ngay trong mùa giải đầu tiên này, anh đã cùng câu lạc bộ giành chức vô địch Apertura và bản thân anh ghi được 9 bàn thắng. Sau thành công tại Giải vô địch bóng đá trẻ Nam Mỹ 2007, nhiều đội bóng lớn đã tỏ ý muốn có Cavani như Juventus và AC Milan.

### Palermo
Tuy nhiên, ngày 29 tháng 1 năm 2007, chủ tịch của Palermo Maurizio Zamparini tuyên bố đã ký hợp đồng với cầu thủ người Uruguay. Vụ chuyển nhượng đã được hoàn tất vào ngày 31 tháng 1.
Cavani có trận đấu đầu tiên cho Palermo vào ngày 11 tháng 3 năm 2007 gặp Fiorentina. Anh vào sân thay người ở phút 55 khi đội nhà đang bị dẫn 1-0 và đã có pha ghi bàn cân bằng tỉ số 1-1 mười lăm phút sau đó với cú volley gợi nhớ lại bàn thắng của tiền đạo người Hà Lan Marco van Basten ghi trong trận chung kết Euro 1988. Ở mùa giải thứ hai, Cavani phải cố gắng cạnh tranh suất đá chính với các tiền đạo khác là Fabrizio Miccoli và Amauri.
Sau khi Amauri chuyển đến thi đấu cho Juventus vào tháng 6 năm 2008, Cavani đã có một vị trí thường xuyên trong đội hình chính thức, đá cặp với Miccoli và ghi được 14 bàn trong mùa giải 2008–09. Ở mùa giải 2009–10, anh tiếp tục được huấn luyện viên Walter Zenga và sau đó là Delio Rossi trọng dụng. Cuối tháng 3 năm 2010, anh đã gia hạn hợp đồng với câu lạc bộ đến năm 2015 kèm điều khoản tự giải phóng vào khoảng 25 triệu euro. Trong trận đấu cuối cùng của mùa giải với Atalanta, Cavani đã lập cú đúp giúp đội nhà giành chiến thắng 2-1, qua đó giành quyền dự Europa League mùa giải năm sau.

### Napoli

#### Mùa giải 2010-11
Ngày 18 tháng 7 năm 2010, Napoli đã chính thức có được sự phục vụ của Cavani. Napoli phải bỏ ra tổng cộng 17 triệu euro, gồm 5 triệu euro phí cho mượn và 12 triệu còn lại được chuyển vào tài khoản Palermo trong vòng 4 năm nếu chấp nhận mua đứt. Cavani cũng ký bản hợp đồng 5 năm với mức lương 1,35 triệu euro/mùa giải. Điều khoản giải phóng hợp đồng của anh là 30 triệu euro. Ngay trong trận đấu đầu tiên cho Napoli tại Europa League, Cavani đã lập cú đúp giúp Napoli đánh bại Elfsborg 2-0.
Trong trận đấu đầu tiên tại Serie A cho Napoli hoà Fiorentina 1-1, Cavani đã ghi bàn mở tỉ số ngay phút thứ 7 với cú đánh đầu đưa bóng dội trúng xà ngang, đập đất và nảy ra ngoài. Trọng tài đã xác nhận bàn thắng hợp lệ dù pha quay chậm cho thấy bóng chưa hoàn toàn nằm trong vạch vôi. Anh tiếp tục ghi bàn trong trận hoà 2-2 với Bari, trước khi ghi bàn ấn định chiến thắng 2-1 trước Sampdoria ở vòng đấu kế tiếp. Ngày 26 tháng 9, Cavani vào sân ở hiệp 2 trong trận đấu với Cesena đã có đường chuyền thành bàn cân bằng tỉ số rồi sau đó lập cú đúp giúp Napoli thắng 4-1 và vươn lên dẫn đầu danh sách vua phá lưới cùng với Samuel Eto'o.

#### Mùa giải 2011-12
Vào ngày 14 tháng 9, Cavani ghi bàn mở tỷ số trong trận đấu đầu tiên của Napoli trong chiến dịch Champions League gặp Manchester City.Vào ngày 22 tháng 11, Cavani ghi cả hai bàn thắng trong trận đấu lượt về để giúp đội bóng giành chiến thắng 2-1 trên sân nhà trước Manchester City ở Champions League,sau đó Napoli thắng Villareal 2-0 để đứng nhì bảng sau Bayern Munich.Đến vòng 16 đội,Napoli gặp Chelsea,Cavani ghi một cú đúp vào lưới Chelsea ở trận lượt đi giúp đội bóng của anh giành chiến thắng 3-1,ở trận đấu lượt về Napoli để thua 4-1,chung cuộc Napoli bị loại với tổng tỷ số 4-5.Vào ngày 21 tháng 4, anh đã kỷ niệm lần ra sân thứ 200 trong sự nghiệp của mình bằng cách ghi bàn trong chiến thắng 2–0 trước Novara . Cavani kết thúc mùa giải thứ 2 của mình tại Seria với 23 bàn thắng.Vào ngày 20 tháng 5, Cavani ghi bàn thắng mở tỷ số trong trận chung kết Coppa Italia với Juventus,chung cuộc Napoli giành chiến thắng 2-0 và giành chức vô địch

#### Mùa giải 2012-13
Cavani hiện đang được Chelsea quan tâm rất nhiều, nhưng De Laurentiis-chủ tịch Napoli tuyên bố sẽ chỉ để Cavani ra đi theo điều khoản phá vỡ hợp đồng trị giá 53,6 triệu bảng. Tuy nhiên, Edinson Cavani đã đến câu lạc bộ Paris Saint-Germain với mức phí chuyển nhượng lên đến 64 triệu euro và được hưởng mức lương sau thuế là 10 triệu euro một năm, tương đương 200.000 euro mỗi tuần. Như vậy, anh đã vượt qua Radamel Falcao (AS Monaco, 60 triệu euro) và Thiago Silva (Paris SG, 42 kèm 7 triệu chi phí phụ) để trở thành cầu thủ có mức phí chuyển nhượng lớn nhất lịch sử Ligue 1.

### Paris Saint-Germain
Vào ngày 16 tháng 7 năm 2013, Cavani gia nhập nhà vô địch Pháp Paris Saint-Germain theo hợp đồng có thời hạn 5 năm, với mức phí được cho là khoảng 64 triệu euro
Cavani ra mắt PSG vào ngày 9 tháng 8, vào sân ở phút 72 thay cho Lavezzi trong trận đấu với Montpellier.Cavani ghi bàn thắng đầu tiên tại Champions League cho câu lạc bộ trong trận mở màn mùa giải châu Âu trước Olympiacos vào ngày 17 tháng 9.Anh kết thúc vòng bảng với bốn bàn thắng sau năm trận đấu.Vào ngày 19 tháng 4, anh ghi cả hai bàn thắng cho PSG khi họ đánh bại Lyon 2-1 trong trận Chung kết Coupe de la Ligue 2014. Anh kết thúc mùa giải đầu tiên với 25 bàn sau 43 trận trên mọi đấu trường, trong đó có 16 bàn trong 30 trận tại giải VĐQG.
Tại mùa giải 2019-2020 Cavani cùng PSG vào tới chung kết Champions League nhưng đã để thua 0-1 trước Bayern Munich. Anh rời câu lạc bộ vào mùa hè năm 2020.

### Manchester United
Ngày 6 tháng 10 năm 2020 Cavani gia nhập Manchester United theo dạng chuyển nhượng tự do sau khi rời Paris Saint-Germain bản hợp đồng kéo dài một mùa giải
Ngày 11 tháng 5 năm 2021 Cavani đồng ý ở lại thêm một mùa giải cùng Manchester United

### Valencia
Cavani không có đóng góp nhiều cho Valencia khi chỉ có 5 bàn thắng tại La Liga và suýt nữa đội bóng phải xuống hạng khi chỉ hơn đội xuống hạng 2 điểm.

### Boca Juniors
Tại kì chuyển nhượng mùa hè năm 2023, Cavani chuyển tới câu lạc bộ Boca Juniors theo dạng chuyển nhượng tự do với bản hợp đồng 18 tháng.

## Phong cách thi đấu
Anh sở hữu ngoại hình cao và đa số những bàn thắng của Cavani đều ghi bàn bằng đầu , anh còn có khả năng chạy chỗ tốt và là sát thủ vòng cấm.

## Sự nghiệp đội tuyển quốc gia
Ông bà Cavani mang quốc tịch Ý, nhưng anh đã lựa chọn khoác áo Uruguay sau một thời gian lưỡng lự. Tháng 1 năm 2007, Cavani đã được gọi vào Đội tuyển U-20 Uruguay để tham gia Giải vô địch bóng đá trẻ Nam Mỹ 2007 tại Paraguay. Cavani kết thúc giải đấu với danh hiệu vua phá lưới khi anh ghi được 7 bàn trong 9 trận và giúp Uruguay giành hạng 3 chung cuộc và được quyền tham dự Giải vô địch U-20 thế giới.
Ngày 6 tháng 2 năm 2008, Cavani có trận đấu đầu tiên cho đội tuyển Uruguay trong trận giao hữu với Colombia và ngay lập tức đã ghi bàn. Ngày 3 tháng 3 năm 2010, anh có bàn thắng thứ hai cho đội tuyển trong trận giao hữu thắng Thuỵ Sĩ 3-1.
Ngày 30 tháng 5 năm 2010, Cavani đã có tên trong danh sách 23 cầu thủ tham dự World Cup 2010 tại Nam Phi của huấn luyện viên Oscar Washington Tabarez. Tại giải đấu này, đội tuyển Uruguay giành được hạng tư chung cuộc và Cavani cũng có được một bàn thắng trong trận tranh huy đồng với đội tuyển Đức.
Tại Copa América 2011 tổ chúc tại Argentina, anh không ghi được bàn thắng nào nhưng là một trong những cầu thủ thi đấu xuất sắc nhất để giúp đội tuyển Uruguay giành chức vô địch lần thứ 15 trong lịch sử sau khi vượt qua Paraguay ở trận chung kết.
Tại World Cup 2014 tổ chức tại Brasil, Cavani chỉ có được một bàn thắng trong trận thua 1-3 trước Costa Rica, đội bóng gây bất ngờ lớn khi lọt vào tứ kết.
Tại Copa América 2015 tổ chức tại Chile, Cavani không ghi được bàn thắng nào nhưng đã có những pha kiến tạo thành bàn giúp Uruguay lọt vào tứ kết nhưng để thua chủ nhà Chile (đội sau đó đăng quang) ở tứ kết.
Anh tiếp tục có tên trong danh sách 23 cầu thủ tham dự Copa América Centenario tổ chức tại Hoa Kỳ, giải đấu mà Uruguay đã bị loại ngay sau vòng bảng với chỉ có được 3 điểm, 1 trận hòa và 2 trận thua, chỉ ghi được 4 bàn thắng và bị thủng lưới 4 bàn.
Tại World Cup 2018 tổ chức tại Nga, ở lượt trận cuối bảng A gặp chủ nhà Nga, Cavani ghi bàn thắng cuối cùng giúp Uruguay thắng chủ nhà với tỉ số 3-0 và lọt vào vòng 16 đội. Ở vòng đấu 16 đội, Cavani lập cú đúp trong chiến thắng 2-1 trước Bồ Đào Nha và lọt vào tứ kết. Tuy nhiên anh không góp mặt ở vòng tứ kết do bị chấn thương, cũng chính sự vắng mặt của anh khiến cho Uruguay thất bại trước Pháp (đội sau đó đăng quang) với tỉ số 0-2 và đành ngậm ngùi chia tay giải đấu.
Tại Copa América 2019 tổ chức tại quốc gia láng giềng Brasil, Cavani có bàn thắng đầu tiên trong trận ra quân ở bảng C với chiến thắng 4-0 trước Ecuador. Đến lượt trận cuối bảng C, anh đã ghi bàn thắng duy nhất giúp Uruguay vượt qua đương kim vô địch Chile để giành quyền vào tứ kết gặp Peru nhưng thất bại trước chính đối thủ ở lượt đá penalty dù Cavani có thực hiện thành công quả 11m ở lượt sút thứ hai.

## Thống kê sự nghiệp

### Câu lạc bộ
Tính đến ngày 11 tháng 2 năm 2023
| Câu lạc bộ          | Mùa giải            | Vô địch quốc gia    | Vô địch quốc gia | Vô địch quốc gia | Cúp quốc gia | Cúp quốc gia | Cúp liên đoàn | Cúp liên đoàn | Cúp châu lục | Cúp châu lục | Khác    | Khác   | Tổng cộng | Tổng cộng |
| Câu lạc bộ          | Mùa giải            | Hạng đấu            | Số trận          | Số bàn           | Số trận      | Số bàn       | Số trận       | Số bàn        | Số trận      | Số bàn       | Số trận | Số bàn | Số trận   | Số bàn    |
| ------------------- | ------------------- | ------------------- | ---------------- | ---------------- | ------------ | ------------ | ------------- | ------------- | ------------ | ------------ | ------- | ------ | --------- | --------- |
| Danubio             | 2005–06             | Primera División    | 10               | 4                | 5            | 3            | —             | —             | —            | —            | —       | —      | 15        | 7         |
| Danubio             | 2006–07             | Primera División    | 15               | 5                | —            | —            | —             | —             | —            | —            | —       | —      | 15        | 5         |
| Danubio             | Tổng cộng           | Tổng cộng           | 25               | 9                | 5            | 3            | —             | —             | —            | —            | —       | —      | 30        | 12        |
| Palermo             | 2006–07             | Serie A             | 7                | 2                | —            | —            | —             | —             | —            | —            | —       | —      | 7         | 2         |
| Palermo             | 2007–08             | Serie A             | 33               | 5                | 2            | 0            | —             | —             | 2            | 0            | —       | —      | 37        | 5         |
| Palermo             | 2008–09             | Serie A             | 35               | 14               | 1            | 1            | —             | —             | —            | —            | —       | —      | 36        | 15        |
| Palermo             | 2009–10             | Serie A             | 34               | 13               | 3            | 2            | —             | —             | —            | —            | —       | —      | 37        | 15        |
| Palermo             | Tổng cộng           | Tổng cộng           | 109              | 34               | 6            | 3            | —             | —             | 2            | 0            | —       | —      | 117       | 37        |
| Napoli              | 2010–11             | Serie A             | 35               | 26               | 2            | 0            | —             | —             | 10           | 7            | —       | —      | 47        | 33        |
| Napoli              | 2011–12             | Serie A             | 35               | 23               | 5            | 5            | —             | —             | 8            | 5            | —       | —      | 48        | 33        |
| Napoli              | 2012–13             | Serie A             | 34               | 29               | 1            | 1            | —             | —             | 7            | 7            | 1       | 1      | 43        | 38        |
| Napoli              | Tổng cộng           | Tổng cộng           | 104              | 78               | 8            | 6            | —             | —             | 25           | 19           | 1       | 1      | 138       | 104       |
| Paris Saint-Germain | 2013–14             | Ligue 1             | 30               | 16               | 2            | 1            | 3             | 4             | 8            | 4            | 0       | 0      | 43        | 25        |
| Paris Saint-Germain | 2014–15             | Ligue 1             | 35               | 18               | 4            | 4            | 3             | 3             | 10           | 6            | 1       | 0      | 53        | 31        |
| Paris Saint-Germain | 2015–16             | Ligue 1             | 32               | 19               | 5            | 2            | 4             | 1             | 10           | 2            | 1       | 1      | 52        | 25        |
| Paris Saint-Germain | 2016–17             | Ligue 1             | 36               | 35               | 3            | 2            | 3             | 4             | 8            | 8            | 0       | 0      | 50        | 49        |
| Paris Saint-Germain | 2017–18             | Ligue 1             | 32               | 28               | 5            | 3            | 2             | 2             | 8            | 7            | 1       | 0      | 48        | 40        |
| Paris Saint-Germain | 2018–19             | Ligue 1             | 21               | 18               | 3            | 2            | 2             | 1             | 7            | 2            | 0       | 0      | 33        | 23        |
| Paris Saint-Germain | 2019–20             | Ligue 1             | 14               | 4                | 2            | 2            | 2             | 0             | 3            | 1            | 1       | 0      | 22        | 7         |
| Paris Saint-Germain | Tổng cộng           | Tổng cộng           | 200              | 138              | 24           | 16           | 19            | 15            | 54           | 30           | 4       | 1      | 301       | 200       |
| Manchester United   | 2020–21             | Premier League      | 26               | 10               | 3            | 0            | 1             | 1             | 9            | 6            | —       | —      | 39        | 17        |
| Manchester United   | 2021–22             | Premier League      | 15               | 2                | 1            | 0            | 0             | 0             | 4            | 0            | —       | —      | 20        | 2         |
| Manchester United   | Tổng cộng           | Tổng cộng           | 41               | 12               | 4            | 0            | 1             | 1             | 13           | 6            | 0       | 0      | 59        | 19        |
| Valencia CF         | 2022–23             | La Liga             | 14               | 5                | 2            | 2            | —             | —             | —            | —            | 1       | 0      | 17        | 7         |
| Tổng cộng sự nghiệp | Tổng cộng sự nghiệp | Tổng cộng sự nghiệp | 493              | 276              | 49           | 30           | 20            | 16            | 94           | 55           | 6       | 2      | 662       | 379       |

Ghi chú
1. ↑  Ra sân ở Siêu cúp bóng đá Ý
2. 1 2 3 4  Ra sân ở Siêu cúp bóng đá Pháp
3. ↑  Ra sân tại Supercopa de España

### Đội tuyển quốc gia
Tính đến 2 tháng 12 năm 2022
| Uruguay   | Uruguay | Uruguay   |
| Năm       | Ra sân  | Bàn thắng |
| --------- | ------- | --------- |
| 2008      | 4       | 1         |
| 2009      | 8       | 0         |
| 2010      | 12      | 7         |
| 2011      | 12      | 2         |
| 2012      | 9       | 3         |
| 2013      | 15      | 7         |
| 2014      | 10      | 4         |
| 2015      | 8       | 4         |
| 2016      | 11      | 9         |
| 2017      | 9       | 3         |
| 2018      | 11      | 6         |
| 2019      | 7       | 4         |
| 2020      | 2       | 1         |
| 2021      | 8       | 2         |
| 2022      | 10      | 5         |
| Tổng cộng | 136     | 58        |

### Bàn thắng cho đội tuyển quốc gia
| #   | Ngày                 | Địa điểm                                                       | Đối thủ            | Bàn thắng | Kết quả | Giải đấu                 |
| --- | -------------------- | -------------------------------------------------------------- | ------------------ | --------- | ------- | ------------------------ |
| 1.  | 6 tháng 2 năm 2008   | Sân vận động Centenario, Montevideo, Uruguay                   | Colombia           | 1–0       | 2–2     | Giao hữu                 |
| 2.  | 3 tháng 3 năm 2010   | AFG Arena, St. Gallen, Thụy Sĩ                                 | Thụy Sĩ            | 1–3       | 1–3     | Giao hữu                 |
| 3.  | 10 tháng 7 năm 2010  | Sân vận động Nelson Mandela Bay, Port Elizabeth, Nam Phi       | Đức                | 1–1       | 2–3     | World Cup 2010           |
| 4.  | 11 tháng 8 năm 2010  | Sân vận động Restelo, Lisbon, Bồ Đào Nha                       | Angola             | 0–1       | 0–2     | Giao hữu                 |
| 5.  | 8 tháng 10 năm 2010  | Sân vận động Gelora Bung Karno, Jakarta, Indonesia             | Indonesia          | 1–1       | 1–7     | Giao hữu                 |
| 6.  | 8 tháng 10 năm 2010  | Sân vận động Gelora Bung Karno, Jakarta, Indonesia             | Indonesia          | 1–6       | 1–7     | Giao hữu                 |
| 7.  | 8 tháng 10 năm 2010  | Sân vận động Gelora Bung Karno, Jakarta, Indonesia             | Indonesia          | 1–7       | 1–7     | Giao hữu                 |
| 8.  | 12 tháng 10 năm 2010 | Sân vận động Trung tâm Thể thao Vũ Hán, Vũ Hán, Trung Quốc     | Trung Quốc         | 0–2       | 0–4     | Giao hữu                 |
| 9.  | 30 tháng 3 năm 2011  | Sân vận động Aviva, Dublin, Ireland                            | Cộng hòa Ireland   | 2–1       | 3–2     | Giao hữu                 |
| 10. | 7 tháng 10 năm 2011  | Sân vận động Centenario, Montevideo, Uruguay                   | Bolivia            | 3–1       | 4–2     | Vòng loại World Cup 2014 |
| 11. | 29 tháng 2 năm 2012  | Arena Națională, Bucharest, România                            | România            | 1–0       | 1–1     | Giao hữu                 |
| 12. | 11 tháng 9 năm 2012  | Sân vận động Centenario, Montevideo, Uruguay                   | Ecuador            | 1–1       | 1–1     | Vòng loại World Cup 2014 |
| 13. | 14 tháng 11 năm 2012 | PGE Arena, Gdańsk, Ba Lan                                      | Ba Lan             | 2–0       | 3–1     | Giao hữu                 |
| 14. | 12 tháng 6 năm 2013  | Sân vận động Polideportivo Cachamay, Puerto Ordaz, Venezuela   | Venezuela          | 1–0       | 1–0     | Vòng loại World Cup 2014 |
| 15. | 26 tháng 6 năm 2013  | Mineirão, Belo Horizonte, Brasil                               | Brasil             | 1–1       | 1–2     | Confed Cup 2013          |
| 16. | 30 tháng 6 năm 2013  | Arena Fonte Nova, Salvador, Brasil                             | Ý                  | 1–1       | 2–2     | Confed Cup 2013          |
| 17. | 30 tháng 6 năm 2013  | Arena Fonte Nova, Salvador, Brasil                             | Ý                  | 2–2       | 2–2     | Confed Cup 2013          |
| 18. | 10 tháng 9 năm 2013  | Sân vận động Centenario, Montevideo, Uruguay                   | Colombia           | 1–0       | 2–0     | Vòng loại World Cup 2014 |
| 19. | 15 tháng 10 năm 2013 | Sân vận động Centenario, Montevideo, Uruguay                   | Argentina          | 3–2       | 3–2     | Vòng loại World Cup 2014 |
| 20. | 13 tháng 11 năm 2013 | Sân vận động Quốc tế Amman, Amman, Jordan                      | Jordan             | 5–0       | 5–0     | Vòng loại World Cup 2014 |
| 21. | 4 tháng 6 năm 2014   | Sân vận động Centenario, Montevideo, Uruguay                   | Slovenia           | 1–0       | 2–0     | Giao hữu                 |
| 22. | 14 tháng 6 năm 2014  | Sân vận động Castelão, Fortaleza, Brasil                       | Costa Rica         | 1–0       | 1–3     | World Cup 2014           |
| 23. | 5 tháng 9 năm 2014   | Sapporo Dome, Sapporo, Nhật Bản                                | Nhật Bản           | 1–0       | 2–0     | Giao hữu                 |
| 24. | 13 tháng 11 năm 2014 | Sân vận động Centenario, Montevideo, Uruguay                   | Costa Rica         | 3–2       | 3–3     | Giao hữu                 |
| 25. | 28 tháng 3 năm 2015  | Sân vận động Agadir, Agadir, Maroc                             | Maroc              | 1–0       | 1–0     | Giao hữu                 |
| 26. | 6 tháng 6 năm 2015   | Sân vận động Centenario, Montevideo, Uruguay                   | Guatemala          | 2–0       | 5–1     | Giao hữu                 |
| 27. | 6 tháng 6 năm 2015   | Sân vận động Centenario, Montevideo, Uruguay                   | Guatemala          | 3–0       | 5–1     | Giao hữu                 |
| 28. | 12 tháng 11 năm 2015 | Sân vận động Olympic Atahualpa, Quito, Ecuador                 | Ecuador            | 1–1       | 2–1     | Vòng loại World Cup 2018 |
| 29. | 25 tháng 3 năm 2016  | Arena Pernambuco, Recife, Brasil                               | Brasil             | 1–2       | 2–2     | Vòng loại World Cup 2018 |
| 30. | 29 tháng 3 năm 2016  | Sân vận động Centenario, Montevideo, Uruguay                   | Perú               | 1–0       | 1–0     | Vòng loại World Cup 2018 |
| 31. | 27 tháng 5 năm 2016  | Sân vận động Centenario, Montevideo, Uruguay                   | Trinidad và Tobago | 1–1       | 3–1     | Giao hữu                 |
| 32. | 27 tháng 5 năm 2016  | Sân vận động Centenario, Montevideo, Uruguay                   | Trinidad và Tobago | 2–1       | 3–1     | Giao hữu                 |
| 33. | 6 tháng 9 năm 2016   | Sân vận động Centenario, Montevideo, Uruguay                   | Paraguay           | 1–0       | 4–0     | Vòng loại World Cup 2018 |
| 34. | 6 tháng 9 năm 2016   | Sân vận động Centenario, Montevideo, Uruguay                   | Paraguay           | 4–0       | 4–0     | Vòng loại World Cup 2018 |
| 35. | 6 tháng 10 năm 2016  | Sân vận động Centenario, Montevideo, Uruguay                   | Venezuela          | 2–0       | 3–0     | Vòng loại World Cup 2018 |
| 36. | 6 tháng 10 năm 2016  | Sân vận động Centenario, Montevideo, Uruguay                   | Venezuela          | 3–0       | 3–0     | Vòng loại World Cup 2018 |
| 37. | 15 tháng 11 năm 2016 | Sân vận động Quốc gia Julio Martínez Prádanos, Santiago, Chile | Chile              | 1–0       | 1–3     | Vòng loại World Cup 2018 |
| 38. | 23 tháng 3 năm 2017  | Sân vận động Centenario, Montevideo, Uruguay                   | Brasil             | 1–0       | 1–4     | Vòng loại World Cup 2018 |
| 39. | 10 tháng 10 năm 2017 | Sân vận động Centenario, Montevideo, Uruguay                   | Bolivia            | 2–1       | 4–2     | Vòng loại World Cup 2018 |
| 40. | 14 tháng 11 năm 2017 | Sân vận động Ernst Happel, Vienna, Áo                          | Áo                 | 1–1       | 1–2     | Giao hữu                 |
| 41. | 23 tháng 3 năm 2018  | Trung tâm Thể thao Quảng Tây, Nam Ninh, Trung Quốc             | Cộng hòa Séc       | 2–0       | 2–0     | Cúp Trung Quốc 2018      |
| 42. | 26 tháng 3 năm 2018  | Trung tâm Thể thao Quảng Tây, Nam Ninh, Trung Quốc             | Wales              | 1–0       | 1–0     | Cúp Trung Quốc 2018      |
| 43. | 25 tháng 6 năm 2018  | Cosmos Arena, Samara, Nga                                      | Nga                | 3–0       | 3–0     | World Cup 2018           |
| 44. | 30 tháng 6 năm 2018  | Sân vận động Olympic Fisht, Sochi, Nga                         | Bồ Đào Nha         | 1–0       | 2–1     | World Cup 2018           |
| 45. | 30 tháng 6 năm 2018  | Sân vận động Olympic Fisht, Sochi, Nga                         | Bồ Đào Nha         | 2–1       | 2–1     | World Cup 2018           |
| 46. | 16 tháng 10 năm 2018 | Sân vận động Saitama 2002, Saitama, Nhật Bản                   | Nhật Bản           | 3–2       | 4–3     | Giao hữu                 |
| 47. | 16 tháng 6 năm 2019  | Sân vận động Mineirão, Belo Horizonte, Brasil                  | Ecuador            | 2–0       | 4–0     | Copa América 2019        |
| 48. | 24 tháng 6 năm 2019  | Sân vận động Maracanã, Rio de Janeiro, Brasil                  | Chile              | 1–0       | 1–0     | Copa América 2019        |
| 49. | 15 tháng 11 năm 2019 | Puskás Aréna, Budapest, Hungary                                | Hungary            | 1–0       | 2–1     | Giao hữu                 |
| 50. | 18 tháng 11 năm 2019 | Sân vận động Bloomfield, Tel Aviv, Israel                      | Argentina          | 1–0       | 2–2     | Giao hữu                 |
| 51. | 13 tháng 11 năm 2020 | Sân vận động đô thị Roberto Meléndez, Barranquilla, Colombia   | Colombia           | 1–0       | 3–0     | Vòng loại World Cup 2022 |
| 52. | 24 tháng 6 năm 2021  | Arena Pantanal, Cuiabá, Brasil                                 | Bolivia            | 1–0       | 2–0     | Copa América 2021        |
| 53. | 28 tháng 6 năm 2021  | Sân vận động Olímpico Nilton Santos, Rio de Janeiro, Brasil    | Paraguay           | 1–0       | 1–0     | Copa América 2021        |
| 54. | 1 tháng 2 năm 2022   | Sân vận động Centenario, Montevideo, Uruguay                   | Venezuela          | 3–0       | 4–1     | Vòng loại World Cup 2022 |
| 55. | 2 tháng 6 năm 2022   | Sân vận động State Farm, Glendale, Hoa Kỳ                      | México             | 2–0       | 3–0     | Giao hữu                 |
| 56. | 2 tháng 6 năm 2022   | Sân vận động State Farm, Glendale, Hoa Kỳ                      | México             | 3–0       | 3–0     | Giao hữu                 |
| 57. | 11 tháng 6 năm 2022  | Sân vận động Centenario, Montevideo, Uruguay                   | Panama             | 1–0       | 5–0     | Giao hữu                 |
| 58. | 11 tháng 6 năm 2022  | Sân vận động Centenario, Montevideo, Uruguay                   | Panama             | 2–0       | 5–0     | Giao hữu                 |

## Cuộc sống cá nhân
Gia đình Cavani có gốc là người Ý khi ông bà nội anh quê ở Maranello. Anh trai anh, Walter Guglielmone thi đấu cho Neftchi Baku PFC tại Azerbaijan Premier League.

## Danh hiệu
Danubio
- Primera División: 2006–07

Napoli
- Cúp bóng đá Ý: 2011–12

Paris Saint-Germain

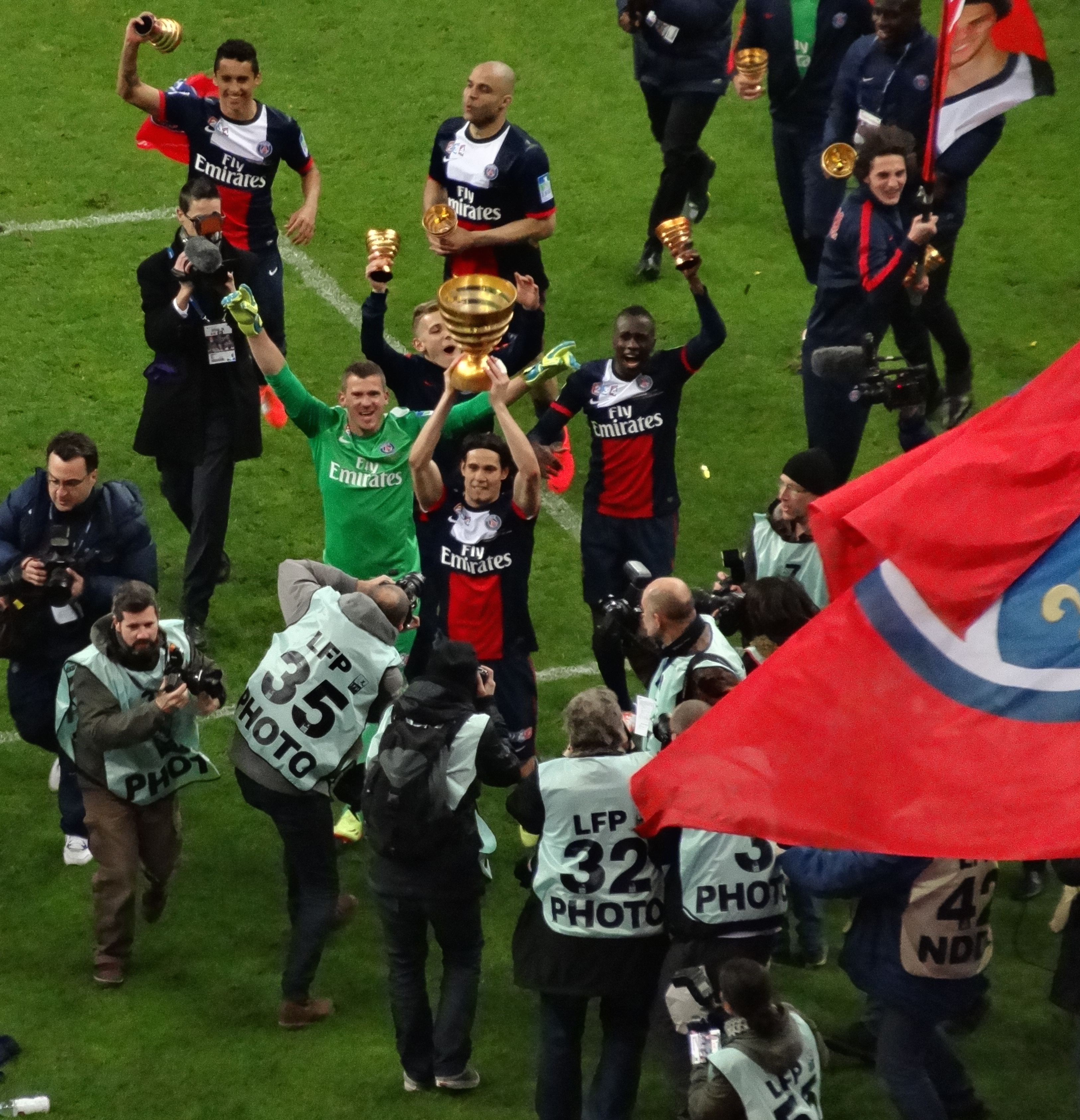
Cavani cầm cúp vô địch Liên đoàn bóng đá Pháp năm 2014.

- Ligue 1: 2013–14, 2014–15, 2015–16, 2017–18,[26] 2018–19,[27] 2019–20[28]
- Cúp bóng đá Pháp: 2014–15, 2015–16, 2016–17, 2017–18[29]
- Cúp Liên đoàn bóng đá Pháp: 2013–14, 2014–15, 2015–16, 2016–17, 2017–18
- Siêu cúp bóng đá Pháp: 2014, 2015, 2017, 2019[23]

Uruguay
- Cúp bóng đá Nam Mỹ: 2011

Cá nhân
- Vua phá lưới Giải vô địch bóng đá trẻ Nam Mỹ: 2007 (7 bàn)[30][31]
- Giải thưởng của Khán giả Serie A: 2010[32]
- Đội hình tiêu biểu mùa giải Serie A: 2010–11, 2011–12, 2012–13[33][34][35]
- Vua phá lưới Cúp bóng đá Ý: 2011–12 (5 bàn)[36]
- Vua phá lưới Serie A: 2012–13 (29 bàn)[37]
- Guerin d'Oro: 2012–13[38]
- Đội hình 3 FIFA FIFPro World XI: 2013[39]
- Đội hình 4 FIFA FIFPro World XI: 2018[40]
- Đội hình 5 FIFA FIFPro World XI: 2017[41]
- Đội hình xuất sắc nhất mùa giải UNFP Ligue 1: 2013–14, 2016–17, 2017–18[42][43]
- Cầu thủ xuất sắc nhất mùa giải UNFP Ligue 1 2016–17[44]
- Vua phá lưới Ligue 1: 2016–17, 2017–18[45]
- Vua phá lưới Cúp Liên đoàn bóng đá Pháp: 2013–14 (4 bàn), 2014–15 (3 bàn), 2016–17 (4 bàn)[46][47]
- Vua phá lưới Cúp bóng đá Pháp: 2014–15[48]
- Cầu thủ xuất sắc nhất tháng UNFP Ligue 1: Tháng 9 năm 2016, tháng 10 năm 2016
- Đội hình xuất sắc nhất năm của ESM: 2016–17[49]
- Vua phá lưới Vòng loại Giải vô địch bóng đá thế giới khu vực CONMEBOL: 2018 (10 bàn)[50]
- Cầu thủ nước ngoài xuất sắc nhất Ligue 1: 2017[51]
- Bàn chân vàng: 2018[52]